# Världsmästerskapen i alpin skidsport 1989
Världsmästerskapen i alpin skidsport 1989 hölls i Vail Ski Resort i Colorado i USA den 2–12 februari 1989.

## Resultat herrar

### Störtlopp
Datum: 6 februari 1989
| Placering | Land         | Namn               | Tid     |
| --------- | ------------ | ------------------ | ------- |
| 1         | Västtyskland | Hans-Jörg Tauscher | 2:10.39 |
| 2         | Schweiz      | Peter Müller       | 2:10.58 |
| 3         | Schweiz      | Karl Alpiger       | 2:10.67 |

### Super-G
Datum: 8 februari 1989
| Placering | Land                                            | Namn              | Tid     |
| --------- | ----------------------------------------------- | ----------------- | ------- |
| 1         | Schweiz                                         | Martin Hangl      | 1:38.81 |
| 2         | Schweiz                                         | Pirmin Zurbriggen | 1:39.09 |
| 3         | Socialistiska federativa republiken Jugoslavien | Tomaž Čižman      | 1:39.18 |

### Storslalom
Datum: 9 februari 1989
| Placering | Land      | Namn              | Tid     |
| --------- | --------- | ----------------- | ------- |
| 1         | Österrike | Rudolf Nierlich   | 2:37.66 |
| 2         | Österrike | Helmut Mayer      | 2:39.28 |
| 3         | Schweiz   | Pirmin Zurbriggen | 2:39.38 |

### Slalom
Datum: 12 februari 1989
| Placering | Land         | Namn            | Tid     |
| --------- | ------------ | --------------- | ------- |
| 1         | Österrike    | Rudolf Nierlich | 2:02.85 |
| 2         | Västtyskland | Armin Bittner   | 2:03.29 |
| 3         | Luxemburg    | Marc Girardelli | 2:03.65 |

### Kombination
Datum: 3 februari 1989
| Placering | Land      | Namn            | Poäng |
| --------- | --------- | --------------- | ----- |
| 1         | Luxemburg | Marc Girardelli | 4.76  |
| 2         | Schweiz   | Paul Accola     | 16.26 |
| 3         | Österrike | Günther Mader   | 31.49 |

## Resultat damer

### Störtlopp
Datum: 5 februari 1989
| Placering | Land         | Namn           | Tid     |
| --------- | ------------ | -------------- | ------- |
| 1         | Schweiz      | Maria Walliser | 1:46.50 |
| 2         | Kanada       | Karen Percy    | 1:48.00 |
| 3         | Västtyskland | Karin Dedler   | 1:48.01 |

### Super-G
Datum: 8 februari 1989
| Placering | Land         | Namn                  | Tid     |
| --------- | ------------ | --------------------- | ------- |
| 1         | Österrike    | Ulrike Maier          | 1:19.46 |
| 2         | Österrike    | Sigrid Wolf           | 1:19.49 |
| 3         | Västtyskland | Michaela Gerg-Leitner | 1:19.50 |

### Storslalom
Datum: 11 februari 1989
| Placering | Land                                            | Namn            | Tid     |
| --------- | ----------------------------------------------- | --------------- | ------- |
| 1         | Schweiz                                         | Vreni Schneider | 2:29.37 |
| 2         | Frankrike                                       | Carole Merle    | 2:30.50 |
| 3         | Socialistiska federativa republiken Jugoslavien | Mateja Svet     | 2:31.92 |

### Slalom
Datum: 7 februari 1989
| Placering | Land                                            | Namn            | Tid     |
| --------- | ----------------------------------------------- | --------------- | ------- |
| 1         | Socialistiska federativa republiken Jugoslavien | Mateja Svet     | 1:30.88 |
| 2         | Schweiz                                         | Vreni Schneider | 1:31.49 |
| 3         | USA                                             | Tamara McKinney | 1:31.66 |

### Kombination
Datum: 2 februari 1989
| Placering | Land    | Namn            | Poäng |
| --------- | ------- | --------------- | ----- |
| 1         | USA     | Tamara McKinney | 5.65  |
| 2         | Schweiz | Vreni Schneider | 26.63 |
| 3         | Schweiz | Brigitte Oertli | 32.88 |

## Medaljtabell
| Placering | Land         | Guld | Silver | Brons | Totalt |
| --------- | ------------ | ---- | ------ | ----- | ------ |
| 1         | Schweiz      | 3    | 5      | 3     | 11     |
| 2         | Österrike    | 3    | 2      | 1     | 6      |
| 3         | Västtyskland | 1    | 1      | 2     | 4      |
| 4         | Jugoslavien  | 1    | -      | 2     | 3      |
| 5         | Luxemburg    | 1    | -      | 1     | 2      |
|           | USA          | 1    | -      | 1     | 2      |
| 7         | Frankrike    | -    | 1      | -     | 1      |
|           | Kanada       | -    | 1      | -     | 1      |